# Agilulfo
Agilulfo, chiamato anche Agone, (... – Milano, 616) è stato re dei Longobardi e re d'Italia dal 591 al 616.

## Biografia

### Giovinezza

La Corona ferrea, VI secolo, Monza, Duomo

Agilulfo, chiamato Agone da Gregorio da Tours e di tanto in tanto anche da Paolo Diacono, lontano parente del suo predecessore Autari, era di origine turingia e apparteneva al clan degli Anawas. Egli alle volte è citato come dux Turingorum de Taurinis, cioè come vero e proprio capo "nazionale" di un gruppo di Turingi che si era unito ai Longobardi quando il loro regno era caduto per mano dei Franchi nel 531.

### Ascesa al trono
Cognato di re Autari, avendone sposato la sorella di nome sconosciuto (o comunque affine del re) successivamente ne sposò la vedova: Paolo Diacono nella sua Historia Langobardorum descrive in forma romanzesca l'investitura di Agilulfo. Nell'autunno del 590, poco dopo la morte improvvisa di Autari, i duchi longobardi diedero alla regina Teodolinda, rimasta vedova dopo poco più di un anno dalle nozze con Autari, il mandato di scegliere il nuovo re.
 Agilulfo, allora duca di Torino, andò a rendere omaggio alla regina e ne baciò la mano in segno di rispetto. Teodolinda gli chiese il motivo per cui lui le baciasse la mano, quando aveva il diritto di baciarle la bocca. In questo modo, lo investì del diritto di essere re e contemporaneamente suo sposo. Si sposarono nel novembre di quello stesso 590 a Lomello.
Più verosimilmente, l'intera operazione fu orchestrata dallo stesso Agilulfo, che nel maggio dell'anno successivo 591 ottenne l'investitura ufficiale da parte del suo popolo, riunito a Milano (proprio Milano sarà, insieme con la residenza estiva di Monza, la nuova capitale di Agilulfo e Teodolinda, al posto di Pavia).
In ogni caso, fu di primissimo piano l'influenza esercitata dalla moglie nella politica del nuovo sovrano, tanto che generalmente gli storici attribuiscono a entrambi le decisioni principali del loro lungo regno. Il matrimonio con Teodolinda rappresentò per Agilulfo, anche a prescindere dal "romanzo", un forte fattore di legittimazione, e non soltanto perché si trattava già della regina. Teodolinda, infatti, era figlia di Garibaldo, duca dei Bavari e, soprattutto, discendeva per parte di madre dal re longobardo Vacone, appartenuto alla prestigiosa dinastia dei Letingi.
Alcuni duchi, soprattutto tra quelli che nel 590 avevano disertato il campo longobardo per unirsi a Franchi e Bizantini, non lo accettarono subito come re, e Agilulfo fu costretto a conquistarsi con le armi la fedeltà. La ribellione di alcuni duchi, tra i quali spiccava Gaidulfo di Bergamo durò fino al 594, quando Agilulfo sconfisse e condannò al patibolo come traditori molti dei duchi ribelli.

### Regno

I domini longobardi dopo le conquiste di Agilulfo

Agilulfo proseguì le linee guida politiche del suo predecessore, Autari. Per liberarsi del pericolo di una guerra da combattere su due fronti, contro i Franchi e contro i Bizantini, concluse una pace con i Franchi di Austrasia che, in cambio della sicurezza del confine nord-occidentale, impose ai Longobardi una sudditanza e un tributo ai vicini. A metà degli anni novanta Agilulfo concluse anche un'alleanza con gli Avari, garantendosi il confine orientale.
La sicurezza esterna consentì ad Agilulfo di riprendere in forze la pressione contro i Bizantini, impegnati in quegli anni anche contro i Persiani. Tra il 590 e il 603 si registrò una decisa avanzata longobarda nella penisola, nonostante le tregue ripetutamente firmate con i Bizantini a partire dal 598, quando, con la sostituzione dell'esarca di Ravenna Romano con il più politico Callinico, nacque un accordo a tre (che includeva anche papa Gregorio Magno) per un equilibrio nel Centro-nord Italia. Al Centro-sud, invece, furono anni di notevoli progressi militari, guidati dai duchi Arechi I di Benevento e Ariulfo di Spoleto. Agilulfo stesso procedette alla riconquista di Parma e Piacenza e arrivò, nel 593, a minacciare la stessa Roma. Papa Gregorio I, per evitare il sacco della città, nel 593, dovette versare ad Agilulfo, re dei Longobardi e capo della Chiesa cristiano-ariana, 500 libbre d'oro.
Nel 601-602 la tregua fu infranta e alcuni duchi del nord si ribellarono al re. Spalleggiati dai Bizantini, a Parma fecero prigionieri il duca Godescalco e sua moglie, figlia di Agilulfo. La reazione di Agilulfo fu durissima; sconfisse e uccise i ribelli e successivamente conquistò, per la prima volta per i Longobardi, Padova. Successivamente entrò a Este, Abano e Monselice, territori soggetti a Ravenna, ma con forte autonomia, e infine a Cremona e Mantova. I Bizantini furono costretti, nel 603, a restituire i prigionieri e a chiedere una nuova tregua.
Rafforzato ulteriormente da tanti successi, nel 604 si associò al trono il figlio Adaloaldo, di appena due anni. La cerimonia si svolse con un rito di ispirazione bizantina, a esplicito rafforzamento dell'intento di Agilulfo di presentarsi come re di tutta l'Italia e non solo dei Longobardi: scelse per questo l'antica metropoli di Milano tanto per l'incoronazione quanto come sua capitale (la residenza estiva era nella vicina Monza) e si designò, secondo quanto iscritto su una corona votiva, Gratia Dei rex totius Italiae. Accanto alla rivendicazione dell'unità tra Longobardi e Latini, per la prima volta nella storia longobarda compariva un riferimento alla volontà divina nella legittimazione del re.

### Ultimi anni e morte
Negli ultimi anni di regno proseguì l'opera di integrazione tra le due stirpi sotto il suo scettro e rafforzò la sicurezza dei confini rinnovando i trattati con Franchi e Avari. Con l'appoggio di questi ultimi stroncò la ribellione del duca del Friuli, Gisulfo II.
Agilulfo si spense a Milano nel 616, dopo 25 anni di regno, primo re longobardo in Italia a morire di morte naturale. Alcune fonti basso medievali sostengono che fu sepolto nella basilica di San Giovanni di Monza.

## I rapporti con il papato
Sotto l'influsso della cattolica Teodolinda, Agilulfo iniziò la conversione al cattolicesimo dei Longobardi e lavorò per la ricomposizione dello scisma tricapitolino che coinvolgeva le diocesi di Milano e Aquileia. La correzione dei rapporti col papato portò alla restituzione dei beni ecclesiastici espropriati confermando l'inizio della integrazione religiosa e politica.
L'inizio del regno coincise con il consolidarsi dell'eresia. Il vescovo di Milano, fedele a Roma era ospite a Genova, e alla corte di Monza assunse il ruolo di figura di riferimento della Chiesa presso i Longobardi Secondo di Non. Appartiene a Secondo di Non un documento, che fu fonte di Paolo Diacono per la sua Historia Langobardorum, che risulta essere il più vecchio scritto dell'era longobarda: la Historiola de Langobardorum gestis. Dal punto di vista religioso, all'epoca tra i Longobardi si contavano cattolici, tricapitolini, ariani e pagani.
Risale a di quel periodo uno scambio di lettere fra Gregorio Magno e Teodolinda, che costruirono un fruttuoso rapporto. Nel 594, a Roma, il papa incontrò il re che preferì accordarsi al posto di tentare la conquista della città. Il contatto con il papa portò anche a un accordo di tregua con Ravenna, accordo annuo rinnovato più volte. Gregorio Magno, in cambio, ebbe riconosciuta la totale indipendenza di Roma.

La Croce di Agilulfo
Monza, Museo del Duomo

Un passo decisivo verso la riunificazione religiosa del suo regno, decisivo elemento di coesione politica, fu compiuto da Agilulfo nel 603, quando fece battezzare con rito cattolico il figlio ed erede Adaloaldo. Agilulfo tuttavia non si convertì, temendo di indispettire i guerrieri del suo popolo, ancora in maggior parte ariani e pagani. Alla fine del suo regno prese sotto la sua protezione l'abate Colombano e gli concesse dei terreni per costruire un'abbazia, sugli Appennini; l'Abbazia di Bobbio venne fondata nel 614.

## L'arte nell'età di Agilulfo e Teodolinda
Con Agilulfo e Teodolinda vi furono interessanti produzioni artistiche, sia coeve sia successive e legate ai loro personaggi.
Il nome di Agilulfo è legato a un gioiello detto Croce di Agilulfo. La croce votiva era probabilmente appesa al centro della sua corona regale. È a forma di croce latina, con i bracci che si intersecano nelle reciproche metà. I bracci sono svasati verso le estremità, è in oro tempestato di pietre preziose.
I Longobardi, come tutte le popolazioni barbariche, raramente raffiguravano figure umane o animali. Un'eccezione è data dalla Chioccia con i pulcini, scultura in argento dorato e lavorata a sbalzo, raffigurante una chioccia con i suoi sette pulcini. Le otto piccole sculture sono poste su di un piatto base di rame che sostituisce l'originale che era in argento. Fu probabilmente fatto eseguire da Teodolinda, ed è riprodotto nella lunetta del Duomo di Monza come uno dei doni offerti dalla regina a San Giovanni Battista.
L'Evangeliario di Teodolinda, a suo volta, sfoggia un'elegante custodia in oro, decorata con pietre preziose, ed è un capolavoro dell'antica oreficeria cristiana.
Altro gioiello risalente a quel periodo è la Corona ferrea. È strutturata in sei placche rettangolari di oro legate fra loro da cerniere e vincolate da un anello di ferro interno. La tradizione narra che il ferro fu ricavato da un chiodo con cui fu crocefisso Gesù Cristo e da qui ne discende il nome. Le placche sono decorate da gemme, smalti e rosette d'oro che creano un delicato insieme floreale. Il valore della Corona ferrea è fortemente simbolico: è la corona con cui furono incoronati re d'Italia e re conquistatori, fino a Napoleone.
Tutti questi gioielli sono custoditi presso il Museo del Duomo di Monza, chiesa che deve la sua fondazione alla stessa Teodolinda: a lei si deve l'erezione di un oraculum (cappella della regina) di pianta a croce greca, del quale oggi rimangono solo i muri perimetrali.